# 日吉浅間神社
日吉浅間神社（ひよしせんげんじんじゃ）は、静岡県富士市今泉にある神社。全国にある浅間神社の一社。富士下方五社（五社浅間）の「日吉宮」にあたる。

## 祭神
富士山本宮浅間大社同様に、木花咲耶姫命を主祭神とし、大山咋神祭神としている。八幡大神、天児屋根神、経津主神、武御雷神、姫大神、天照皇大神を配神としている。

## 歴史
崇神天皇5年（紀元前93年）創建と伝えられているが、誰によって創建されたのか、以後どのように管理されて来たのか一切の記録がない。
ただ文保年中（1317年～1318年）、頼尊に属した渡来僧妙行によって創建されたとも伝えられたともいわれ、そうであれば五社浅間の総別当であった富士山東泉院の修験僧に管理されていたと考えられる。
室町時代、天文16年（1547年）8月19日に、今川義元から五社別富大納言雪山に宛てた手紙に、当社が五社浅間の１つに数えられている。
以前は、西に隣接する現在の吉原公園の場所にあったが、明治8年（1875年)2月18日、六所良邑によって移され、昭和42年（1967年）、六所静一によって、現在の場所に移築された。

## 境内
2,287坪の境内に、本殿、拝殿、神門などからなる。

## 神徳
安産・子宝・火難除け・五穀豊穣・産業繁栄ほか

## 例祭
- 5月4日
- 他、10月14日に、秋季大祭を催す。

## 現地情報
所在地
- 静岡県富士市今泉8-5-1

交通アクセス
- 岳南電車 吉原本町駅より、徒歩約8分
- 東名 富士ICより、自動車で約5分